# دوار القلعة (شوقار)
دوار القلعة هو دُوَّار يقع بجماعة مولاي بوشتى، إقليم تاونات، جهة فاس مكناس في المملكة المغربية. ينتمي الدوّار لمشيخة شوقار التي تضم 17 دوار. يقدر عدد سكانه بـ 739 نسمة حسب الإحصاء الرسمي للسكان والسكنى لسنة 2004.

## روابط خارجية
- البوابة الوطنية للجماعات الترابية نسخة محفوظة 12 مارس 2018 على موقع واي باك مشين.
- المندوبية السامية للتخطيط